# Casa Thomas

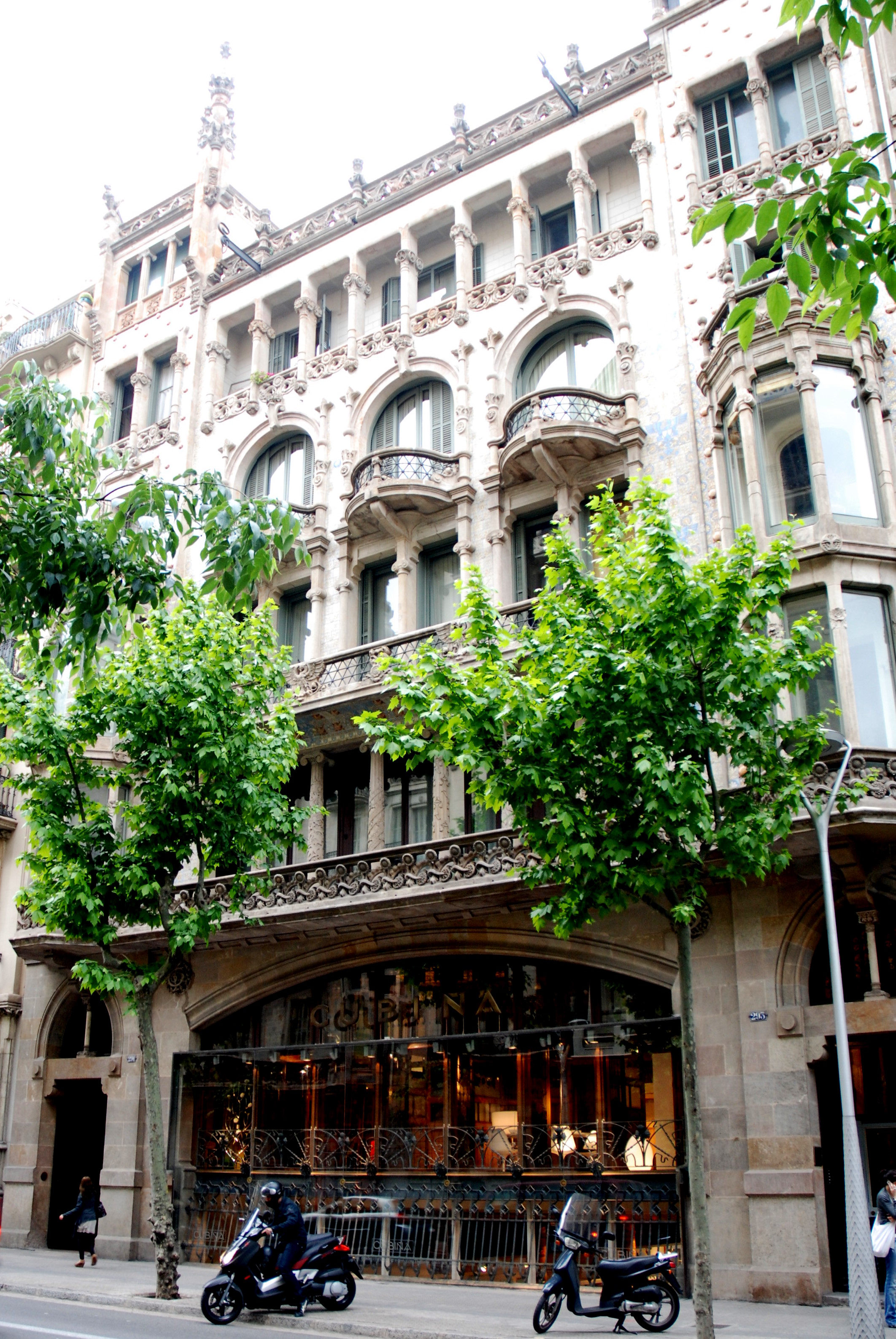
Casa Thomas

Casa Thomas is een huis in Barcelona van de architect Lluís Domènech i Montaner. Het werd tussen 1895/1898 gebouwd voor de industrieel Josep Thomas.
Lluís Domènech i Montaner is vooral bekend om zijn ontwerpen in Catalaans modernisme. De gevel van Casa Thomas vertoont echter neogotische stijlelementen.
Josep Thomas woonde op de eerste verdieping, zijn drukkerij voor lithografieën stond op het gelijkvloers.
In 1912 voltooide de architect Francesc Guàrdia i Vial, schoonzoon van Domenèch i Montaner, uitbreidingswerken waarbij hij de oorspronkelijke stijl van het huis respecteerde. Hij voegde drie verdiepingen toe.